# 칼루아

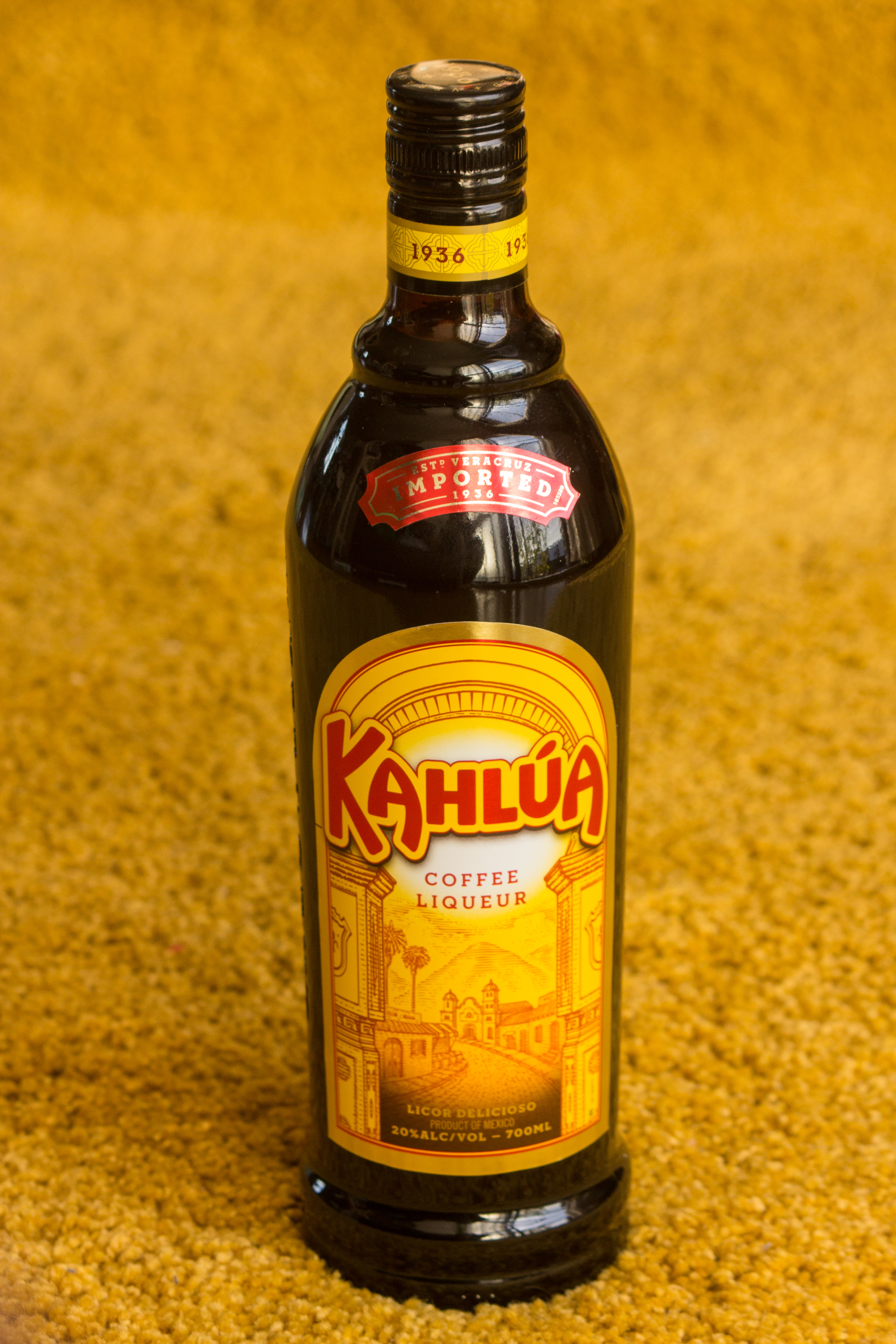

칼루아(Kahlúa, 스페인어 발음: [kaˈlu.a])는 페르노리카 회사가 소유하고 멕시코 베라크루스주에서 생산되는 커피 리큐어 브랜드이다. 이 음료에는 럼, 설탕, 아라비카 커피가 들어 있다.

## 수상
칼루아와 칼루아 이스페셜(Kahlúa Especial)은 국제 주류 평가 기관으로부터 찬사를 받았다. 샌프란시스코 세계스피리츠대회(San Francisco World Spirits Competition)에서는 칼루아 이스페셜에 2005년부터 2007년까지 3개의 은메달을, 2009년에는 동메달을 수여했다. 음료 시험 연구소(Beverage Testing Institute)는 2007년에 이스페셜에 85점을 부여했다.